# Enkelt månerude
Enkelt månerude (Botrychium simplex) er en bregne i slangetunge-familien, der hører hjemme på den nordlige halvklode i Nordeuropa, Grønland og Nordamerika. Det er en flerårig plante.

## Beskrivelse
Enkelt Månerude er en 0,5 - 10 cm høj spinkel bregne. Den bladagtige del og den sporehusbærende del skilles fra hinanden i den øverste del af planten. Den bladagtige del oftest kun med 2-3 par nyreformede frie flige.

## Habitat
Findes i Norden blandt andet på overdrev, heder, klitter, strandengslavninger, fjeldskråninger. I Grønland mere tørt, på sydvendte græsskråninger (kun få lokaliteter).

## Bevaringsstatus

### I Europa
Enkelt månerude er sjælden i de fleste europæiske lande. I Danmark er den meget sjælden og findes nu kun på nogle få lokaliteter i Nordvestsjælland. Den er vurderet til at være en truet art og er fredet i Danmark.

### I Nordamerika
Enkelt månerude er opført som truet i Connecticut, hvor den menes at være udryddet,, den er truet i Illinois, Indiana og Ohio, truet og udryddet i Maryland, truet i Iowa, sårbar i New York, truet i Rhode Island og følsom i Washington (stat).